# Rita Maierotti
Rita Maierotti (né à Castelfranco Veneto le  27 août 1876 et morte au même endroit le 30 janvier 1960) est une femme politique antifasciste, enseignante et écrivaine italienne.

## Biographie
Rita Maierotti est née à Castelfranco Veneto le 27 août 1876 dans une famille aisée. Son père, Eugenio Maierotti, anticlérical et garibaldien, est directeur des écoles urbaines. Sa mère, Elvira de Mori, est quant à elle une fervente catholique.
Influencée principalement par les idées politiques de son père, Rita Maierotti commence à enseigner dans les écoles primaires rurales de Trévise. Son poste n'est pas renouvelé en raison de ses convictions politiques et de ses méthodes d'enseignement. En 1896, elle épouse Giuseppe Tonon, avec qui elle a quatre enfants, dont deux meurent peu après leur naissance. Les deux enfants survivants sont Arturo, qui, suivant les traces de sa mère, sera arrêté pour son activité antifasciste, et Elvira. Une fois veuve, Rita Maierotti s'installe d'abord à Milan puis, de 1908 à 1915, à Gonzaga, dans la région de Mantoue, et enseigne à Suzzara .
Adhérant aux idées socialistes, Rita Maierotti milite activement au sein du Parti socialiste italien (PSI) et collabore à des périodiques socialistes comme La Fiamma, Su compagne ! , La Nuova Terra et La Difensa delle lavoratrici . Du 1er septembre 1913 au 6 juin 1915, elle publie dans La Difesa delle Lavoratrice un roman autobiographique en plusieurs épisodes intitulé Pagine di vita (actuellement rassemblés dans le livre Romanzo di una Maestra). Ses publications sont interrompues avec le début de la Première Guerre mondiale car la ligne du journal subit un changement vers des positions de plus en plus interventionnistes, que l'on retrouve dans les articles de Margherita Sarfatti, future biographe du Duce .
En 1915, elle s'installe à Bari où, en plus d'enseigner, elle poursuit son activité politique au sein du Partito Socialista Italiano (PSI), écrivant et participant à de nombreux rassemblements pour la défense des droits des travailleurs et des femmes.
En 1918, elle se remarie avec Filippo D'Agostino, célèbre syndicaliste des Pouilles, conseiller municipal et provincial de Bari dans les rangs du PSI et, par la suite, premier secrétaire de la fédération de Bari du Parti communiste italien (PCI).
En 1917, elle participe avec Antonio Gramsci et Amadeo Bordiga  à la réunion de la gauche révolutionnaire du PSI à Florence. En 1921, elle représente les Pouilles avec son mari au Congrès de Livourne, congrès qui marque la scission de la fraction communiste et la naissance du Parti communiste italien, dont Rita Maierotti fera partie.
En août 1922, elle participe avec Giuseppe Di Vittorio et Piero Delfino Pesce à la défense de la Chambre du Travail de Bari et de la vieille ville contre l'assaut des escouades fascistes de Caradonna,.
Attentive aux questions des droits des femmes, elle contribue à la création de groupes de femmes communistes, devenant, avec son mari, l'une des protagonistes de l'organisation du nouveau parti dans les Pouilles. En novembre 1922, elle fait partie de la délégation italienne du PCI qui participe au IVe Congrès de l'Internationale Communiste à Moscou, où elle a l'occasion de rencontrer Lénine . À son retour en Italie, elle est arrêtée à Trieste avec son mari, puis relâchée.
Après avoir subi une agression des escadrons fascistes qui ont dévasté sa maison et avoir été licenciée par les autorités municipales (elle est restée en prison pendant plusieurs jours), elle s'installe à Rome, mais suite à des harcèlements continus, d'attaques et d'arrestations, elle décide avec son mari de prendre le chemin de l'exil.
Le couple quitte l'Italie en 1925 et participe activement à l'organisation des exilés et exilées italiennes d'abord en Belgique puis en France . De retour en Italie en 1926, Rita Maierotti est de nouveau arrêtée à Milan et, après sa libération, elle se réinstalle à Rome, où elle vit durant la période fasciste, de 1927 à 1945, soumise au contrôle strict de l'Organisation de la surveillance et de la répression de l'antifascisme (OVRA) . Son mari, Filippo D'Agostino, est également de nouveau arrêté puis condamné par le Tribunal spécial à plusieurs années de prison et incarcéré jusqu'en 1932.
Le 19 décembre 1943, à la suite de l'attaque de la Via Fabio Massimo à Rome par des résistants des groupes d'action patriotiques (G.A.P.), Filippo D'Agostino est arrêté avec des centaines d'autres hommes et incarcéré à la prison Regina Coeli. Le 4 janvier 1944, il est déporté au camp de concentration de Mauthausen où il meurt le 14 juillet de la même année.
Après 1945, Rita Maierotti continue de militer et est une des fondatrices de l'UDI (Union des Femmes Italiennes). Elle écrit pour Civiltà proletaria et L'Unità, et prend la parole lors de divers rassemblements. Elle est politiquement active dans les Pouilles, avec sa nièce Anna, et en Sicile, où elle participe à la campagne pour l'élection de l'Assemblée constituante de la République italienne et pour le droit de vote des femmes en Italie. Au cours de ces années, elle reprend également brièvement une activité politique au sein du PCI.
Elle meurt à Castelfranco, Vénitie, le 30 janvier 1960, à l'âge de 83 ans.

## Reconnaissances
En 2012, la Fondation « Rita Maierotti » est fondée à Bari. Elle se compose d'un centre d'étude dans le domaine socio-économique et d'archives consacrées aux luttes syndicales menées dans la région.
En 2018, la municipalité de Bari a donné son nom à un jardin du quartier Libertà.